# Vișina Nouă (gmina)
Vișina Nouă – gmina w Rumunii, w okręgu Aluta. Obejmuje tylko jedną miejscowość Vișina Nouă. W 2011 roku liczyła 1767 mieszkańców.